# Jean-Philippe Delsol
Pour les articles homonymes, voir Delsol.
Jean-Philippe Delsol, né le 24 février 1950, est un avocat et essayiste français. Il est président et administrateur de l'Institut de recherches économiques et fiscales (IREF).

## Biographie
Fils du biologiste Michel Delsol, Jean-Philippe Delsol est docteur en droit (1977). En collaboration avec son beau-frère Charles Millon (qui a épousé sa sœur Chantal Delsol), il co-fonde au début des années 1970[Quand ?] le cabinet d'avocats Delsol-Millon-Gariazzo (DMG) à Lyon, aujourd'hui devenu le cabinet Delsol Avocats.
Membre de l'Association pour la liberté économique et le progrès social qui s'occupait de la promotion du libéralisme économique ainsi que de la concurrence fiscale, il préside l'Institut de recherches économiques et fiscales[source insuffisante].
Il est rédacteur à Contrepoints et publie régulièrement dans plusieurs quotidiens nationaux. Il a utilisé le pseudonyme « Philippe Grésy ».
De septembre 2012 à avril 2016, il dirige le Libre journal des droits et des libertés sur Radio Courtoisie.

## Points de vue
En 2013, son livre Pourquoi je vais quitter la France suit des exilés fiscaux pour comprendre pourquoi ils fuient la France.

## Ouvrages
- 1977 : Les Idéologies utopiques
- 1982 : Le Péril idéologique, Nouvelles Éditions latines
- 1986 : Diminuer l'impôt par une nouvelle fiscalité, Éditions Economica
- 2007 : Au risque de la liberté : une alternative libérale et chrétienne aux sociétés dont les lendemains ne chantent jamais (avec Jacques Garello), Éditions François-Xavier de Guibert
- 2012 : À quoi servent les riches (avec Nicolas Lecaussin), Éditions Jean-Claude Lattès
- 2013 : Pourquoi je vais quitter la France, éditions Tatamis
- 2016 : L'Injustice fiscale ou l'abus de bien commun, Éditions Desclée de Brouwer
- 2017 : Échec de l'État : pour une société de libre choix (avec Nicolas Lecaussin), Éditions du Rocher
- 2019 : Éloge de l'inégalité, Manitoba éditions  (ISBN 978-2-37615-069-5).
- 2022 : Civilisation et libre arbitre : pourquoi l'Occident est différent, Éditions Desclée de Brouwer,  (ISBN 978-2-220-09781-7).
- 2024 : Libéral ou conservateur : Pourquoi pas les deux ?, Manitoba éditions  (ISBN 978-2376150954)

## Prix
- Prix Renaissance de l'économie 2013[8].

## Pour approfondir